# Salaad Gabeyre Kediye
Salaad Gabeyre Kediye (Harardera, 1933 – Mogadiscio, 3 luglio 1971) è stato un rivoluzionario, politico e generale somalo.
Partecipò al colpo di stato del 1969 che rovesciò il presidente Abdirashid Ali Shermarke e insediò il generale Siad Barre alla guida del Paese, ricoprendo la carica di ministro della difesa dall'aprile al luglio 1970; successivamente divenne un suo oppositore e venne giustiziato dal dittatore insieme al generale Mohamed Aynanshe Guleid e al colonnello Abdulkadir Dheyl Abdulle.